# 加太駅 (和歌山県)

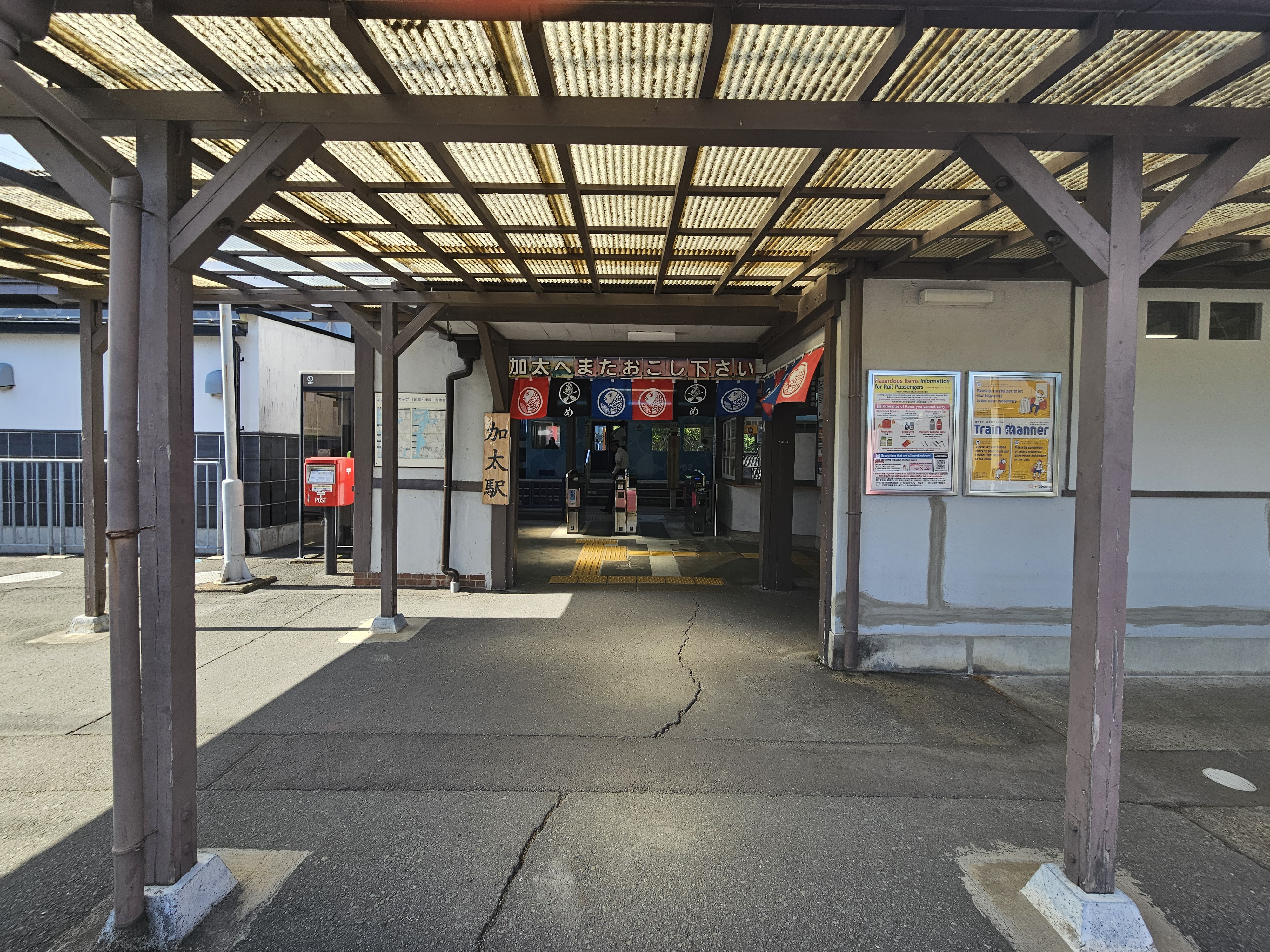
駅舎入口（2025年5月）

加太駅（かだえき）は、和歌山県和歌山市加太にある、南海電気鉄道加太線の駅で同線の終着駅である。駅番号はNK44-7。
南海電鉄及び和歌山県最西端の駅であり、近畿地方および本州の大手私鉄で最西端に位置する駅である。

## 歴史
- 1912年（明治45年）6月16日：加太軽便鉄道の和歌山口駅（後の北島駅、現存せず） - 当駅間が開業[3][5][6]、同時に駅開業[1][2][4][7]。
- 1930年（昭和5年）12月22日：社名変更に伴い、加太電気鉄道の駅となる[5]。
- 1942年（昭和17年）2月1日：会社合併に伴い、南海鉄道の駅となる[5]。
- 1944年（昭和19年）6月1日：会社合併に伴い、近畿日本鉄道の駅となる[5]。
- 1947年（昭和22年）6月1日：路線譲渡により南海電気鉄道の駅となる[5]。
- 2012年（平成24年）4月1日：駅ナンバリングが導入され、使用を開始[8][9]。

## 駅構造

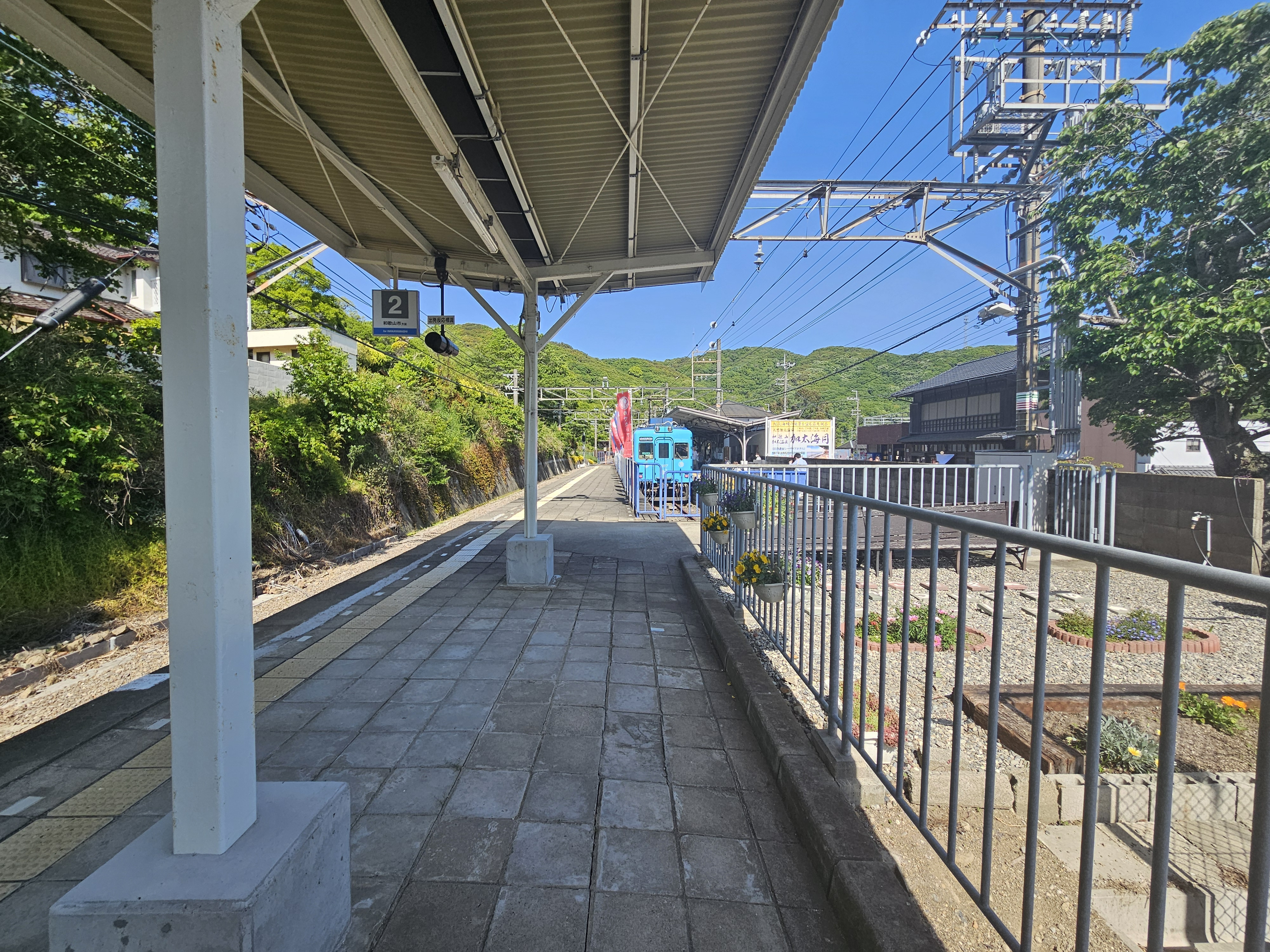
ホーム（手前が2番のりば、車両が停まっているのが1番のりば）（2025年5月）

櫛形2面2線のホームを持つ地上駅である。駅舎手前の1番ホームと、その北西側の2番ホームとがある。 夜間滞泊も行っている。南海の支線の終点で夜間留置があるのは当駅のみである。駅長配置駅となっており、加太線の各駅を管轄している。
駅舎は加太線開業時以来のもので、レンガ造りの基礎をはじめ洋風の外観は大きく変わってはいない。 ホームの上屋支柱には開業時のレールが再利用されている。 

### のりば
| のりば | 路線   | 行先                           | 備考                                |
| ------ | ------ | ------------------------------ | ----------------------------------- |
| 1・2   | 加太線 | なんば・関西空港・和歌山市方面 | 2番のりばは早朝・深夜の一部列車のみ |

- 2番ホームを使用するのは早朝5時台・6時台と平日の21時台にそれぞれ1本ずつ、合計2本（平日は3本）のみとなっており、ほぼすべての列車が1番ホームを使用する。

## 利用状況
2023年（令和5年）度の調査結果では、1日あたりの平均乗降人員は612人。
長期にわたり利用者数は減少傾向にあったが、近年は「加太さかな線プロジェクト」などの路線振興策も奏功し、横ばいとなっている。
近年の1日あたり平均乗降人員は下記のとおり。
| 年度               | 1日平均 乗降人員 | 順位 | 出典                              |
| ------------------ | ---------------- | ---- | --------------------------------- |
| 1980年（昭和55年） | 3,262            |      | [ 和歌山県統計 1 ]                |
| 1985年（昭和60年） | 2,641            |      | [ 和歌山県統計 1 ]                |
| 1990年（平成02年） | 2,186            |      | [ 和歌山県統計 1 ]                |
| 1995年（平成07年） | 1,674            |      | [ 和歌山県統計 1 ]                |
| 2000年（平成12年） | 1,261            |      | [ 和歌山県統計 1 ]                |
| 2001年（平成13年） | 1,172            |      | [ 和歌山県統計 1 ]                |
| 2002年（平成14年） | 1,090            |      | [ 和歌山県統計 1 ]                |
| 2003年（平成15年） | 1,021            |      | [ 和歌山県統計 1 ]                |
| 2004年（平成16年） | 956              |      | [ 和歌山県統計 1 ]                |
| 2005年（平成17年） | 904              |      | [ 和歌山県統計 1 ]                |
| 2006年（平成18年） | 866              |      | [ 和歌山県統計 1 ]                |
| 2007年（平成19年） | 852              |      | [ 和歌山県統計 1 ]                |
| 2008年（平成20年） | 815              |      | [ 和歌山県統計 1 ]                |
| 2009年（平成21年） | 760              |      | [ 和歌山県統計 1 ]                |
| 2010年（平成22年） | 724              |      | [ 和歌山県統計 1 ]                |
| 2011年（平成23年） | 679              |      | [ 和歌山県統計 1 ]                |
| 2012年（平成24年） | 713              |      | [ 和歌山県統計 1 ]                |
| 2013年（平成25年） | 721              |      | [ 和歌山県統計 1 ]                |
| 2014年（平成26年） | 688              |      | [ 和歌山県統計 1 ]                |
| 2015年（平成27年） | 720              |      | [ 和歌山県統計 1 ]                |
| 2016年（平成28年） | 781              |      | [ 和歌山県統計 1 ]                |
| 2017年（平成29年） | 767              |      | [ 和歌山県統計 1 ]                |
| 2018年（平成30年） | 717              |      | [ 利用客数 1 ] [ 和歌山県統計 1 ] |
| 2019年（令和元年） | 660              | 78位 | [ 利用客数 1 ] [ 和歌山県統計 1 ] |
| 2020年（令和02年） | 462              | 79位 | [ 利用客数 1 ]                    |
| 2021年（令和 3年） | 488              | 79位 | [ 利用客数 2 ] [ 13 ]             |
| 2022年（令和 4年） | 587              | 77位 | [ 利用客数 2 ]                    |
| 2023年（令和 5年） | 612              | 76位 | [ 利用客数 2 ]                    |

## 駅周辺
駅周辺にはタクシー乗り場やバス停がある。
- 和歌山県道7号
- 和歌山県道65号
- 加太海水浴場
- 淡嶋神社[3]
- 加太春日神社[3]
- 田倉崎
- 加太港[3]
  - 友ヶ島 - 加太港から航路
- 和歌山市立加太中学校
- 和歌山市立加太小学校
- 加太郵便局

### バス路線
和歌山市デマンド型乗合タクシー 加太地区
- 大川系統（大川 - 加太駅 - 松源前）
- 淡嶋神社系統（淡嶋神社 - 加太駅 - 松源前）
- サニータウン系統（サニータウン自治会館 - 加太駅 - 松源前）

上記路線が各4往復運行されている。
以前は以下の停留所が存在したが、2016年4月1日、路線系統と共に廃止された。
- 和歌山バス
  - 加太駅前停留所（74系統深山線）

## 隣の駅
南海電気鉄道
 加太線
磯ノ浦駅 (NK44-6) - 加太駅 (NK44-7)